# Église Saint-Vincent-de-Paul de Rolbing
L'église Saint-Vincent-de-Paul se situe dans la commune française de Rolbing et le département de la Moselle.

## Histoire

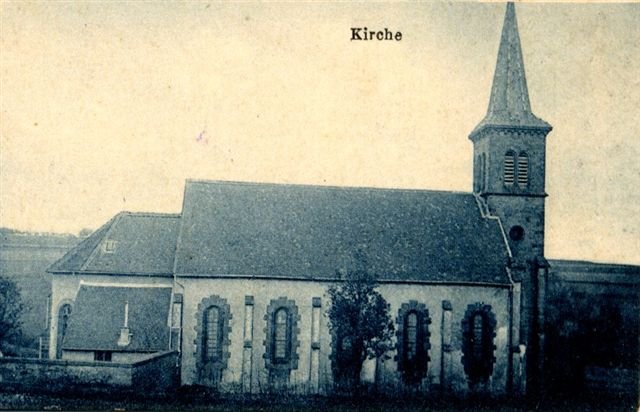
Vue de l'église en 1913

Du point de vue du spirituel, Rolbing est une succursale de la paroisse de Loutzviller jusqu'en 1858, date où il est érigé en paroisse de l'archiprêtré de Volmunster.

## Édifice
L'église, dédiée à saint Vincent de Paul, est érigée en 1854 sur un terrain acquis par les membres de la Conférence de saint Vincent de Paul et par un bienfaiteur, monsieur de Pontbriant, ingénieur-architecte à Metz, et offerte par la suite à la paroisse.